# AYAPE

Логотип організації

Асоціація молодих азербайджанських професіоналів в Європі є неурядовою, некомерційною організацією, яка організовує проєкти в області молоді та освіти в Європі. AYAPE була створена в 2013 році в Роттердамі, Нідерланди.

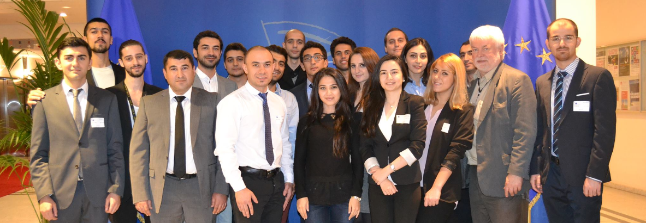
інтерни AYAPE

## Історія і управління
Управління організацією здійснюється радою і генеральним секретарем. Рада асоціації складається з чотирьох випускників престижних європейських університетів: Зія Алієв, Рамазан Самедов, Ахмет Т. Паксу, Зія Газієв. Рамазан Самедов є чинним Генеральний секретарем.

## Цілі та вплив
AYAPE бере участь в процесі європейської інтеграції Азербайджану за допомогою синергії мережі молодих фахівців.

## Діяльність
AYAPE має 2 поточних проєкти:

### Стажирувальний проєкт азербайджанської молоді
Асоціація AYAPE  спільно з AZEDER запустила стажирувальний проєкт азербайджанської молоді. Оскільки стажування відіграє важливу роль у професійній кар'єрі, AYAPE створює можливості стажування за межами країни для азербайджанських студентів і молодих фахівців в установах ЄС, міжнародних неурядових організацій та професійних асоціаціях, а також у міжнародних компаніях.
На першому етапі проєкту чотири азербайджанські студенти пройшли стажування з членами Європейського парламенту в Брюсселі з травня по липень. На другому етапі шістнадцять студентів розпочали своє стажування у жовтні 2013 року в Брюсселі, Роттердамі та Відні.
Цей проєкт фінансується коштом «Partner International Association for Dialogue and Partnership».

### NoName Networking Evernings (NoNE)
AYAPE ініціює регулярні неформальні зустрічі азербайджанських професіоналів у різних містах Європи. Це почалося із зустрічей в Роттердамі та Брюсселі.